# Gymnobathra aurata
Gymnobathra aurata är en fjärilsart som beskrevs av Alfred Philpott 1931. Gymnobathra aurata ingår i släktet Gymnobathra och familjen praktmalar, Oecophoridae. Inga underarter finns listade i Catalogue of Life.